# Hajime Hosogai
Hajime Hosogai (細貝 萌?, Hosogai Hajime; Maebashi, 10 giugno 1986) è un ex calciatore giapponese, di ruolo centrocampista.
Ha fatto parte della selezione nipponica che ha preso parte ai Giochi olimpici di Pechino nel 2008.

## Statistiche

### Cronologia presenze e reti in nazionale
| Cronologia completa delle presenze e delle reti in nazionale ― Giappone | Cronologia completa delle presenze e delle reti in nazionale ― Giappone | Cronologia completa delle presenze e delle reti in nazionale ― Giappone | Cronologia completa delle presenze e delle reti in nazionale ― Giappone | Cronologia completa delle presenze e delle reti in nazionale ― Giappone | Cronologia completa delle presenze e delle reti in nazionale ― Giappone | Cronologia completa delle presenze e delle reti in nazionale ― Giappone | Cronologia completa delle presenze e delle reti in nazionale ― Giappone |
| Data                                                                    | Città                                                                   | In casa                                                                 | Risultato                                                               | Ospiti                                                                  | Competizione                                                            | Reti                                                                    | Note                                                                    |
| ----------------------------------------------------------------------- | ----------------------------------------------------------------------- | ----------------------------------------------------------------------- | ----------------------------------------------------------------------- | ----------------------------------------------------------------------- | ----------------------------------------------------------------------- | ----------------------------------------------------------------------- | ----------------------------------------------------------------------- |
| 4-9-2010                                                                | Yokohama                                                                | Giappone                                                                | 1 – 0                                                                   | Paraguay                                                                | Amichevole                                                              | -                                                                       |                                                                         |
| 7-9-2010                                                                | Osaka                                                                   | Giappone                                                                | 2 – 1                                                                   | Guatemala                                                               | Amichevole                                                              | -                                                                       |                                                                         |
| 12-10-2010                                                              | Seul                                                                    | Corea del Sud                                                           | 0 – 0                                                                   | Giappone                                                                | Amichevole                                                              | -                                                                       | 72’                                                                     |
| 13-1-2011                                                               | Doha                                                                    | Siria                                                                   | 1 – 2                                                                   | Giappone                                                                | Coppa d'Asia 2011 - 1º turno                                            | -                                                                       | 90+2’                                                                   |
| 25-1-2011                                                               | Doha                                                                    | Giappone                                                                | 2 – 2 dts (3 - 0 dtr)                                                   | Corea del Sud                                                           | Coppa d'Asia 2011 - Semifinale                                          | 1                                                                       | 87’                                                                     |
| 1-6-2011                                                                | Niigata                                                                 | Giappone                                                                | 0 – 0                                                                   | Perù                                                                    | Amichevole                                                              | -                                                                       | 90+1’                                                                   |
| 10-8-2011                                                               | Sapporo                                                                 | Giappone                                                                | 3 – 0                                                                   | Corea del Sud                                                           | Amichevole                                                              | -                                                                       | 85’                                                                     |
| 7-10-2011                                                               | Kobe                                                                    | Giappone                                                                | 1 – 0                                                                   | Vietnam                                                                 | Amichevole                                                              | -                                                                       |                                                                         |
| 11-10-2011                                                              | Osaka                                                                   | Giappone                                                                | 8 – 0                                                                   | Tagikistan                                                              | Qual. Mondiali 2014                                                     | -                                                                       | 62’                                                                     |
| 15-11-2011                                                              | Pyongyang                                                               | Corea del Nord                                                          | 1 – 0                                                                   | Giappone                                                                | Qual. Mondiali 2014                                                     | -                                                                       |                                                                         |
| 23-5-2012                                                               | Shizuoka                                                                | Giappone                                                                | 2 – 0                                                                   | Azerbaigian                                                             | Amichevole                                                              | -                                                                       |                                                                         |
| 3-6-2012                                                                | Saitama                                                                 | Giappone                                                                | 3 – 0                                                                   | Oman                                                                    | Qual. Mondiali 2014                                                     | -                                                                       | 86’                                                                     |
| 15-8-2012                                                               | Sapporo                                                                 | Giappone                                                                | 1 – 1                                                                   | Venezuela                                                               | Amichevole                                                              | -                                                                       | 62’                                                                     |
| 6-9-2012                                                                | Niigata                                                                 | Giappone                                                                | 1 – 0                                                                   | Emirati Arabi Uniti                                                     | Amichevole                                                              | -                                                                       | 46’                                                                     |
| 11-9-2012                                                               | Saitama                                                                 | Giappone                                                                | 1 – 0                                                                   | Iraq                                                                    | Qual. Mondiali 2014                                                     | -                                                                       | 89’                                                                     |
| 12-10-2012                                                              | Saint-Denis                                                             | Francia                                                                 | 0 – 1                                                                   | Giappone                                                                | Amichevole                                                              | -                                                                       | 62’                                                                     |
| 16-10-2012                                                              | Breslavia                                                               | Giappone                                                                | 0 – 4                                                                   | Brasile                                                                 | Amichevole                                                              | -                                                                       | 62’                                                                     |
| 14-11-2012                                                              | Mascate                                                                 | Oman                                                                    | 1 – 2                                                                   | Giappone                                                                | Qual. Mondiali 2014                                                     | -                                                                       | 85’                                                                     |
| 6-2-2013                                                                | Kōbe                                                                    | Giappone                                                                | 3 – 0                                                                   | Lettonia                                                                | Amichevole                                                              | -                                                                       | 46’                                                                     |
| 30-5-2013                                                               | Toyota                                                                  | Giappone                                                                | 0 – 2                                                                   | Bulgaria                                                                | Amichevole                                                              | -                                                                       | 80’ 83’                                                                 |
| 11-6-2013                                                               | Doha                                                                    | Iraq                                                                    | 0 – 1                                                                   | Giappone                                                                | Qual. Mondiali 2014                                                     | -                                                                       |                                                                         |
| 15-6-2013                                                               | Brasilia                                                                | Brasile                                                                 | 3 – 0                                                                   | Giappone                                                                | Conf. Cup 2013 - 1º turno                                               | -                                                                       | 78’                                                                     |
| 22-6-2013                                                               | Belo Horizonte                                                          | Giappone                                                                | 1 – 2                                                                   | Messico                                                                 | Conf. Cup 2013 - 1º turno                                               | -                                                                       |                                                                         |
| 11-10-2013                                                              | Novi Sad                                                                | Serbia                                                                  | 2 – 0                                                                   | Giappone                                                                | Amichevole                                                              | -                                                                       | 67’                                                                     |
| 19-11-2013                                                              | Bruxelles                                                               | Belgio                                                                  | 2 – 3                                                                   | Giappone                                                                | Amichevole                                                              | -                                                                       | 82’                                                                     |
| 5-3-2014                                                                | Tokyo                                                                   | Giappone                                                                | 4 – 2                                                                   | Nuova Zelanda                                                           | Amichevole                                                              | -                                                                       | 46’                                                                     |
| 5-9-2014                                                                | Sapporo                                                                 | Giappone                                                                | 0 – 2                                                                   | Uruguay                                                                 | Amichevole                                                              | -                                                                       |                                                                         |
| 9-9-2014                                                                | Yokohama                                                                | Giappone                                                                | 2 – 2                                                                   | Venezuela                                                               | Amichevole                                                              | -                                                                       | 75’                                                                     |
| 10-10-2014                                                              | Niigata                                                                 | Giappone                                                                | 1 – 0                                                                   | Giamaica                                                                | Amichevole                                                              | -                                                                       |                                                                         |
| 14-10-2014                                                              | Singapore                                                               | Giappone                                                                | 0 – 4                                                                   | Brasile                                                                 | Amichevole                                                              | -                                                                       | 70’                                                                     |
| Totale                                                                  |                                                                         | Presenze                                                                | 30                                                                      |                                                                         | Reti                                                                    | 1                                                                       |                                                                         |

| Cronologia completa delle presenze e delle reti in nazionale ― Giappone Olimpica | Cronologia completa delle presenze e delle reti in nazionale ― Giappone Olimpica | Cronologia completa delle presenze e delle reti in nazionale ― Giappone Olimpica | Cronologia completa delle presenze e delle reti in nazionale ― Giappone Olimpica | Cronologia completa delle presenze e delle reti in nazionale ― Giappone Olimpica | Cronologia completa delle presenze e delle reti in nazionale ― Giappone Olimpica | Cronologia completa delle presenze e delle reti in nazionale ― Giappone Olimpica | Cronologia completa delle presenze e delle reti in nazionale ― Giappone Olimpica |
| Data                                                                             | Città                                                                            | In casa                                                                          | Risultato                                                                        | Ospiti                                                                           | Competizione                                                                     | Reti                                                                             | Note                                                                             |
| -------------------------------------------------------------------------------- | -------------------------------------------------------------------------------- | -------------------------------------------------------------------------------- | -------------------------------------------------------------------------------- | -------------------------------------------------------------------------------- | -------------------------------------------------------------------------------- | -------------------------------------------------------------------------------- | -------------------------------------------------------------------------------- |
| 10-8-2008                                                                        | Tientsin                                                                         | Nigeria                                                                          | 2 – 1                                                                            | Giappone                                                                         | Olimpiadi 2008 - 1º turno                                                        | -                                                                                | 57’ 75’                                                                          |
| 13-8-2008                                                                        | Shenyang                                                                         | Paesi Bassi                                                                      | 1 – 0                                                                            | Giappone                                                                         | Olimpiadi 2008 - 1º turno                                                        | -                                                                                |                                                                                  |
| Totale                                                                           |                                                                                  | Presenze                                                                         | 2                                                                                |                                                                                  | Reti                                                                             | 0                                                                                |                                                                                  |

## Palmarès

### Club

#### Competizioni nazionali
- Coppa del Giappone: 2

Urawa Reds: 2005, 2006
- Supercoppa del Giappone: 1

Urawa Reds: 2006
- Campionato giapponese: 1

Urawa Reds: 2006
- Campionato tedesco di seconda divisione: 1

Stoccarda: 2016-2017

#### Competizioni internazionali
- AFC Champions League: 1

Urawa Reds: 2007

### Nazionale
- Coppa d'Asia: 1

2011